# ザ・ベスト・FIFAフットボールアウォーズ
ザ・ベスト・FIFAフットボールアウォーズ（英: The Best FIFA Football Awards）は、国際サッカー連盟（FIFA）によって毎年贈られるサッカーの個人賞である。2017年1月9日にスイスのチューリッヒで第1回目の授賞式が行われた。
- ザ・ベスト・FIFAフットボールアウォーズ
- ザ・ベスト・FIFAフットボールアワード

## 歴史
2010年、FIFA最優秀選手賞とバロンドールが統合され、6年間のパートナーシップ契約でFIFAバロンドールが誕生した。FIFAは、2つの主要な選手賞の統合に1300万ポンドを支払うことに合意し、FIFAバロンドールを共同主催した。
2016年、契約満了により、バロンドールは再び「FIFA」の文字を失い、ジャーナリストによる投票のみとなり、1991年から2009年まで続いたFIFA最優秀選手賞は、ザ・ベスト・FIFAフットボールアウォーズとして復活した。2010年から2015年の間もFIFA最優秀選手賞として続いていた女子部門も合流した。

## 男子

### ザ・ベストFIFA男子選手
| 年度 | 順位                       | 選手                                      | 所属クラブ |
| ---- | -------------------------- | ----------------------------------------- | ---------- |
| 2016 |                            |                                           |            |
| 1位  | クリスティアーノ・ロナウド | レアル・マドリード                        |            |
| 2位  | リオネル・メッシ           | バルセロナ                                |            |
| 3位  | アントワーヌ・グリーズマン | アトレティコ・マドリード                  |            |
| 2017 |                            |                                           |            |
| 1位  | クリスティアーノ・ロナウド | レアル・マドリード                        |            |
| 2位  | リオネル・メッシ           | バルセロナ                                |            |
| 3位  | ネイマール                 | バルセロナ / パリ・サンジェルマン         |            |
| 2018 |                            |                                           |            |
| 1位  | ルカ・モドリッチ           | レアル・マドリード                        |            |
| 2位  | クリスティアーノ・ロナウド | レアル・マドリード / ユヴェントス         |            |
| 3位  | モハメド・サラー           | リヴァプール                              |            |
| 2019 |                            |                                           |            |
| 1位  | リオネル・メッシ           | バルセロナ                                |            |
| 2位  | フィルジル・ファン・ダイク | リヴァプール                              |            |
| 3位  | クリスティアーノ・ロナウド | ユヴェントス                              |            |
| 2020 |                            |                                           |            |
| 1位  | ロベルト・レヴァンドフスキ | バイエルン・ミュンヘン                    |            |
| 2位  | クリスティアーノ・ロナウド | ユヴェントス                              |            |
| 3位  | リオネル・メッシ           | バルセロナ                                |            |
| 2021 |                            |                                           |            |
| 1位  | ロベルト・レヴァンドフスキ | バイエルン・ミュンヘン                    |            |
| 2位  | リオネル・メッシ           | バルセロナ / パリ・サンジェルマン         |            |
| 3位  | モハメド・サラー           | リヴァプール                              |            |
| 2022 |                            |                                           |            |
| 1位  | リオネル・メッシ           | パリ・サンジェルマン                      |            |
| 2位  | キリアン・エムバペ         | パリ・サンジェルマン                      |            |
| 3位  | カリム・ベンゼマ           | レアル・マドリード                        |            |
| 2023 |                            |                                           |            |
| 1位  | リオネル・メッシ           | パリ・サンジェルマン / インテル・マイアミ |            |
| 2位  | アーリング・ハーランド     | マンチェスター・シティ                    |            |
| 3位  | キリアン・エムバペ         | パリ・サンジェルマン                      |            |
| 2024 |                            |                                           |            |
| 1位  | ヴィニシウス・ジュニオール | レアル・マドリード                        |            |
| 2位  | ロドリ                     | マンチェスター・シティ                    |            |
| 3位  | ジュード・ベリンガム       | レアル・マドリード                        |            |

### ザ・ベストFIFA男子ゴールキーパー
| 年度 | 選手                       | 所属クラブ                      |
| ---- | -------------------------- | ------------------------------- |
| 2017 | ジャンルイジ・ブッフォン   | ユヴェントス                    |
| 2018 | ティボ・クルトゥワ         | チェルシー / レアル・マドリード |
| 2019 | アリソン                   | リヴァプール                    |
| 2020 | マヌエル・ノイアー         | バイエルン・ミュンヘン          |
| 2021 | エドゥアール・メンディ     | チェルシー                      |
| 2022 | エミリアーノ・マルティネス | アストン・ヴィラ                |
| 2023 | エデルソン・モライス       | マンチェスター・シティ          |
| 2024 | エミリアーノ・マルティネス | アストン・ヴィラ                |

### ザ・ベストFIFA男子監督
| 年度 | 監督                       | 指導チーム             |
| ---- | -------------------------- | ---------------------- |
| 2016 | クラウディオ・ラニエリ     | レスター・シティ       |
| 2017 | ジネディーヌ・ジダン       | レアル・マドリード     |
| 2018 | ディディエ・デシャン       | フランス代表           |
| 2019 | ユルゲン・クロップ         | リヴァプール           |
| 2020 | ユルゲン・クロップ         | リヴァプール           |
| 2021 | トーマス・トゥヘル         | チェルシー             |
| 2022 | リオネル・スカローニ       | アルゼンチン代表       |
| 2023 | ジョゼップ・グアルディオラ | マンチェスター・シティ |
| 2024 | カルロ・アンチェロッティ   | レアル・マドリード     |

### FIFA FIFPro男子ワールドイレブン
| 年度 | ゴールキーパー                                           | ディフェンダー | ミッドフィールダー | フォワード |
| ---- | -------------------------------------------------------- | --- | --- | --- |
| 2016 | マヌエル・ノイアー (バイエルン)                          | マルセロ (レアル・マドリード) セルヒオ・ラモス (レアル・マドリード) ジェラール・ピケ (バルセロナ) ダニエウ・アウヴェス (バルセロナ/ユヴェントス)                          | アンドレス・イニエスタ (バルセロナ) ルカ・モドリッチ (レアル・マドリード) トニ・クロース (レアル・マドリード)                                       | クリスティアーノ・ロナウド (レアル・マドリード) ルイス・スアレス (バルセロナ) リオネル・メッシ (バルセロナ)                                                                                     |
| 2017 | ジャンルイジ・ブッフォン (ユヴェントス)                  | マルセロ (レアル・マドリード) セルヒオ・ラモス (レアル・マドリード) レオナルド・ボヌッチ (ユヴェントス/ミラン) ダニエウ・アウヴェス (ユヴェントス/パリ・サンジェルマン)   | アンドレス・イニエスタ (バルセロナ) ルカ・モドリッチ (レアル・マドリード) トニ・クロース (レアル・マドリード)                                       | クリスティアーノ・ロナウド (レアル・マドリード) ネイマール (バルセロナ/パリ・サンジェルマン) リオネル・メッシ (バルセロナ)                                                                      |
| 2018 | ダビド・デ・ヘア (マンチェスター・U)                     | マルセロ (レアル・マドリード) セルヒオ・ラモス (レアル・マドリード) ラファエル・ヴァラン (レアル・マドリード) ダニエウ・アウヴェス (パリ・サンジェルマン)                 | エンゴロ・カンテ (チェルシー) ルカ・モドリッチ (レアル・マドリード) エデン・アザール (チェルシー)                                                   | クリスティアーノ・ロナウド (レアル・マドリード/ユヴェントス) キリアン・エムバペ (パリ・サンジェルマン) リオネル・メッシ (バルセロナ)                                                            |
| 2019 | アリソン・ベッカー (リヴァプール)                        | マルセロ (レアル・マドリード) セルヒオ・ラモス (レアル・マドリード) フィルジル・ファン・ダイク (リヴァプール) マタイス・デ・リフト (アヤックス/ユヴェントス)              | フレンキー・デ・ヨング (アヤックス/バルセロナ) ルカ・モドリッチ (レアル・マドリード) エデン・アザール (チェルシー/レアル・マドリード)               | クリスティアーノ・ロナウド (ユヴェントス) キリアン・エムバペ (パリ・サンジェルマン) リオネル・メッシ (バルセロナ)                                                                               |
| 2020 | アリソン・ベッカー (リヴァプール)                        | トレント・アレクサンダー＝アーノルド (リヴァプール) セルヒオ・ラモス (レアル・マドリード) フィルジル・ファン・ダイク (リヴァプール) アルフォンソ・デイヴィス (バイエルン) | ヨシュア・キミッヒ (バイエルン) ケヴィン・デ・ブライネ (マンチェスター・C) ティアゴ・アルカンタラ (バイエルン/リヴァプール)                         | クリスティアーノ・ロナウド (ユヴェントス) ロベルト・レヴァンドフスキ (バイエルン) リオネル・メッシ (バルセロナ)                                                                                 |
| 2021 | ジャンルイジ・ドンナルンマ (ミラン/パリ・サンジェルマン) | ダヴィド・アラバ (バイエルン/レアル・マドリード) レオナルド・ボヌッチ (ユヴェントス) ルベン・ディアス (マンチェスター・C)                                                 | ジョルジーニョ (チェルシー) ケヴィン・デ・ブライネ (マンチェスター・C) エンゴロ・カンテ (チェルシー)                                                | クリスティアーノ・ロナウド (ユヴェントス) ロベルト・レヴァンドフスキ (バイエルン) リオネル・メッシ (バルセロナ) アーリング・ハーランド (ドルトムント)                                           |
| 2022 | ティボ・クルトゥワ (レアル・マドリード)                  | ジョアン・カンセロ (マンチェスター・C/バイエルン) フィルジル・ファン・ダイク (リヴァプール) アクラフ・ハキミ (パリ・サンジェルマン)                                       | ケヴィン・デ・ブライネ (マンチェスター・C) カゼミーロ (レアル・マドリード/マンチェスター・U) ルカ・モドリッチ (レアル・マドリード)                  | カリム・ベンゼマ (レアル・マドリード) アーリング・ハーランド (ドルトムント/マンチェスター・C) キリアン・エムバペ (パリ・サンジェルマン) リオネル・メッシ (パリ・サンジェルマン)                 |
| 2023 | ティボ・クルトゥワ (レアル・マドリード)                  | ルベン・ディアス (マンチェスター・C) ジョン・ストーンズ (マンチェスター・C) カイル・ウォーカー (マンチェスター・C)                                                        | ジュード・ベリンガム (ドルトムント/レアル・マドリード) ケヴィン・デ・ブライネ (マンチェスター・C) ベルナルド・シウバ (マンチェスター・C)            | アーリング・ハーランド (マンチェスター・C) キリアン・エムバペ (パリ・サンジェルマン) リオネル・メッシ (パリ・サンジェルマン/インテル・マイアミ) ヴィニシウス・ジュニオール (レアル・マドリード) |
| 2024 | エデルソン (マンチェスター・C)                           | フィルジル・ファン・ダイク (リヴァプール) アントニオ・リュディガー (レアル・マドリード) ダニ・カルバハル (レアル・マドリード)                                             | ジュード・ベリンガム (レアル・マドリード) トニ・クロース (レアル・マドリード) ロドリ (マンチェスター・C) ケヴィン・デ・ブライネ (マンチェスター・C) | ヴィニシウス・ジュニオール (レアル・マドリード) アーリング・ハーランド (マンチェスター・C) キリアン・エムバペ (パリ・サンジェルマン/レアル・マドリード)                                         |

## 女子

### ザ・ベストFIFA女子選手
| 年度 | 順位                             | 選手                                            | 所属クラブ |
| ---- | -------------------------------- | ----------------------------------------------- | ---------- |
| 2016 |                                  |                                                 |            |
| 1位  | カーリー・ロイド                 | ヒューストン・ダッシュ                          |            |
| 2位  | マルタ                           | ローゼンゴード                                  |            |
| 3位  | メラニー・ベーリンガー           | バイエルン・ミュンヘン                          |            |
| 2017 |                                  |                                                 |            |
| 1位  | リーケ・マルテンス               | ローゼンゴード / バルセロナ                     |            |
| 2位  | カーリー・ロイド                 | ヒューストン・ダッシュ / マンチェスター・シティ |            |
| 3位  | デイナ・カステジャノス           | サンタクラリータ・ブルーヒート                  |            |
| 2018 |                                  |                                                 |            |
| 1位  | マルタ                           | オーランド・プライド                            |            |
| 2位  | ジェニファー・マロジャン         | オリンピック・リヨン                            |            |
| 3位  | アーダ・ヘーゲルベルグ           | オリンピック・リヨン                            |            |
| 2019 |                                  |                                                 |            |
| 1位  | ミーガン・ラピノー               | レイン                                          |            |
| 2位  | アレックス・モーガン             | オーランド・プライド                            |            |
| 3位  | ルーシー・ブロンズ               | オリンピック・リヨン                            |            |
| 2020 |                                  |                                                 |            |
| 1位  | ルーシー・ブロンズ               | オリンピック・リヨン / マンチェスター・シティ   |            |
| 2位  | ペルニレ・ハルダー               | チェルシー                                      |            |
| 3位  | ワンディ・ルナール               | オリンピック・リヨン                            |            |
| 2021 |                                  |                                                 |            |
| 1位  | アレクシア・プテジャス           | バルセロナ                                      |            |
| 2位  | サム・カー                       | チェルシー                                      |            |
| 3位  | ジェニファー・エルモソ           | バルセロナ                                      |            |
| 2022 |                                  |                                                 |            |
| 1位  | アレクシア・プテジャス           | バルセロナ                                      |            |
| 2位  | ベス・ミード                     | アーセナル                                      |            |
| 3位  | アレックス・モーガン             | オーランド・プライド / サンディエゴ・ウェーブ   |            |
| 2023 |                                  |                                                 |            |
| 1位  | アイタナ・ボンマティ             | バルセロナ                                      |            |
| 2位  | リンダ・カイセド                 | デポルティーボ・カリ / レアル・マドリード       |            |
| 3位  | ジェニファー・エルモソ           | パチューカ                                      |            |
| 2024 |                                  |                                                 |            |
| 1位  | アイタナ・ボンマティ             | バルセロナ                                      |            |
| 2位  | バーバラ・バンダ                 | オーランド・プライド                            |            |
| 3位  | キャロライン・グラハム・ハンセン | バルセロナ                                      |            |

### ザ・ベストFIFA女子ゴールキーパー
| 年度 | 選手                           | 所属クラブ                                  |
| ---- | ------------------------------ | ------------------------------------------- |
| 2019 | サリ・ファン・フェーネンダール | アーセナル / アトレティコ・マドリード       |
| 2020 | サラ・ブアディ                 | オリンピック・リヨン                        |
| 2021 | クリスティアネ・エンドレル     | パリ・サンジェルマン / オリンピック・リヨン |
| 2022 | メアリー・アープス             | マンチェスター・ユナイテッド                |
| 2023 | メアリー・アープス             | マンチェスター・ユナイテッド                |
| 2023 | メアリー・アープス             | マンチェスター・ユナイテッド                |
| 2024 | アリッサ・ニーハー             | シカゴ・レッドスターズ                      |

### ザ・ベストFIFA女子監督
| 年度 | 監督                 | 指導チーム                      |
| ---- | -------------------- | ------------------------------- |
| 2016 | ジルフィア・ナイト   | ドイツ代表                      |
| 2017 | サリナ・ウィーフマン | オランダ代表                    |
| 2018 | レイナール・ペドロス | オリンピック・リヨン            |
| 2019 | ジル・エリス         | アメリカ合衆国代表              |
| 2020 | サリナ・ウィーフマン | オランダ代表                    |
| 2021 | エマ・ヘイズ         | チェルシー                      |
| 2022 | サリナ・ウィーフマン | イングランド代表                |
| 2023 | サリナ・ウィーフマン | イングランド代表                |
| 2024 | エマ・ヘイズ         | チェルシー / アメリカ合衆国代表 |

### FIFA FIFPro女子ワールドイレブン
| 年度 | ゴールキーパー                                                       | ディフェンダー | ミッドフィールダー | フォワード |
| ---- | -------------------------------------------------------------------- | --- | --- | --- |
| 2019 | サリ・ファン・フェーネンダール (アーセナル/アトレティコ・マドリード) | ワンディ・ルナール (リヨン) ルーシー・ブロンズ (リヨン) ニッラ・フィッシェル (ヴォルフスブルク/リンシェーピングス) ケリー・オハラ (ユタ・ロイヤルズ) | アマンディーヌ・アンリ (リヨン) ローズ・ラヴェル (ワシントン・スピリット) ジュリー・アーツ (シカゴ・レッドスターズ)                   | ミーガン・ラピノー (レイン) アレックス・モーガン (オーランド・プライド) マルタ (オーランド・プライド)                                                                      |
| 2020 | クリスティアネ・エンドレル (パリ・サンジェルマン)                    | ルーシー・ブロンズ (リヨン/マンチェスター・C) ワンディ・ルナール (リヨン) ミリー・ブライト (チェルシー)                                              | デルフィーヌ・カスカリーノ (リヨン) バルバラ・ボナンセーア (ユヴェントス) ベロニカ・ボケーテ (ユタ・ロイヤルズ/ミラン)                | ミーガン・ラピノー (レイン) ペルニレ・ハルダー (ヴォルフスブルク/チェルシー) フィフィアネ・ミデマー (アーセナル) トビン・ヒース (ポートランド・ソーンズ/マンチェスター・U) |
| 2021 | クリスティアネ・エンドレル (パリ・サンジェルマン)                    | ルーシー・ブロンズ (マンチェスター・C) ミリー・ブライト (チェルシー) マグダレーナ・エリクソン (チェルシー) ワンディ・ルナール (リヨン)               | エステファニア・バニーニ (レバンテ/アトレティコ・マドリード) バルバラ・ボナンセーア (ユヴェントス) カーリー・ロイド (NJ/NYゴッサムFC) | マルタ (オーランド・プライド) フィフィアネ・ミデマー (アーセナル) アレックス・モーガン (トッテナム/オーランド・プライド/サンディエゴ・ウェイブ)                            |
| 2022 | クリスティアネ・エンドレル (リヨン)                                  | ルーシー・ブロンズ (マンチェスター・C/バルセロナ) マピ・レオン (バルセロナ) ワンディ・ルナール (リヨン) リア・ウィリアムソン (アーセナル)            | レナ・オーバードルフ (ヴォルフスブルク) アレクシア・プテジャス (バルセロナ) キーラ・ウォルシュ (マンチェスター・C/バルセロナ)         | サム・カー (チェルシー) ベス・ミード (アーセナル) アレックス・モーガン(オーランド・プライド/サンディエゴ・ウェイブ)                                                        |
| 2023 | メアリー・アープス (マンチェスター・U)                               | ルーシー・ブロンズ (バルセロナ) オルガ・カルモナ (レアル・マドリード) アレックス・グリーンウッド (マンチェスター・C)                                 | アイタナ・ボンマティ (バルセロナ) エラ・トゥーン (マンチェスター・U) キーラ・ウォルシュ (バルセロナ)                                  | ローレン・ジェームズ (チェルシー) アレッシア・ルッソ (アーセナル) アレックス・モーガン(サンディエゴ・ウェイブ) サム・カー (チェルシー)                                     |

## ザ・ベストFIFA特別賞
| 年度 | 受賞者                     | 受賞理由                                             |
| ---- | -------------------------- | ---------------------------------------------------- |
| 2021 | クリスティン・シンクレア   | 国際試合における女子サッカー選手の得点記録を更新した |
| 2021 | クリスティアーノ・ロナウド | 国際試合における男子サッカー選手の得点記録を更新した |
| 2022 | ペレ                       | 2022年12月29日に亡くなった彼の生前の功績を称えた     |
| 2023 | マルタ                     | 20年以上に渡る女子サッカー界への功績を称えた         |

## その他の賞
- FIFAプスカシュ賞
- FIFAフェアプレー賞
- FIFAファン賞
- 傑出したキャリアに贈るFIFA賞